# Roter Hof (Strausberg)
Roter Hof ist ein Wohnplatz auf der Gemarkung der Stadt Strausberg im Landkreis Märkisch-Oderland (Brandenburg). Der Wohnplatz geht auf eine ehemalige Wassermühle, die Rothe Mühle zurück, die mit der Aufgabe des Mahlbetriebs 1773 in Rother Hof oder Rothehof umbenannt wurde.

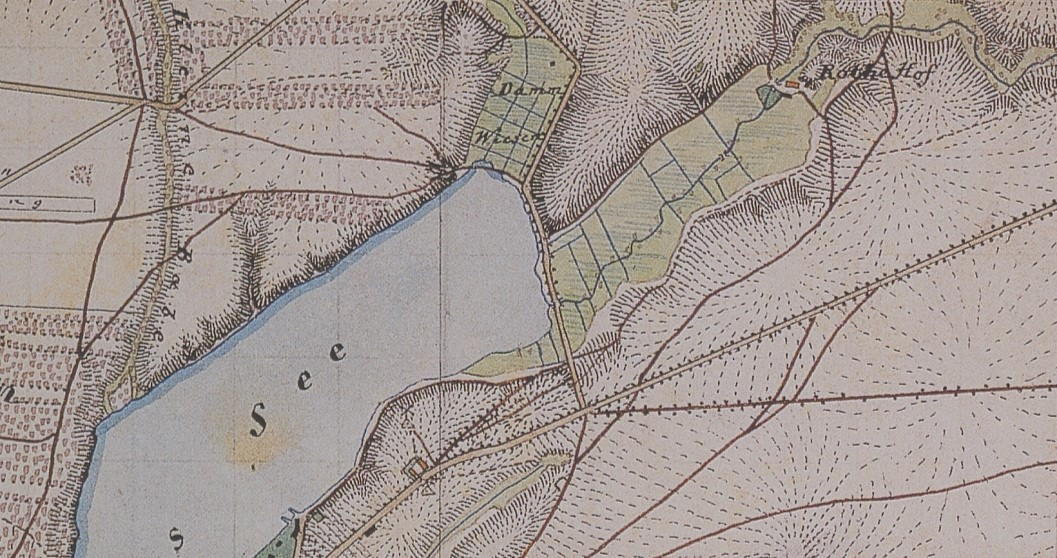
Rother Hof, Ausschnitt aus dem Urmesstischblatt 3449 Strausberg von 1845

## Geographische Lage
Der Wohnplatz lag bis in die spätere Neuzeit (um 1900) noch ca. 1,5 km nordwestlich von der  Kernstadt Strausberg und der umgebenden Bebauung am Roter Hofgraben, der nach 90 Metern in einen kleinen, künstlich wieder angestauten See fließt. Schmettaukarte (1767/87) und Urmesstischblatt verzeichnen diesen See nicht. Heute liegt der Wohnplatz nur jeweils zweihundert Meter entfernt zwischen der Gartenstadt und der Stadtbebauung (mit Wildrosen- und Mirabellenweg). Er ist nur über eine Abzweigung vom Wilkendorfer Weg zu erreichen. Die kurze Straße Roter Hof endet am Roter Hofgraben.

## Geschichte
Der Wohnplatz ging aus einer Wassermühle hervor, die  1354 als Beiersmole erstmals urkundlich erwähnt wird. Mit der Urkunde wurden die Einkünfte der Stadt Strausberg aus dieser Mühle durch den brandenburgischen Markgrafen bestätigt. Barthel spekuliert, dass die Beiermühle schon vor der Entstehung der Stadt Strausberg entstanden sein könnte, angelegt für die umliegenden Dörfer Richardsdorf (wüst gefallen), Wilkendorf, Klosterdorf und Kähnsdorf (wüst gefallen). Ein Hügel beim Roten Hof soll nach ihm der Rest einer turmartigen Befestigung gewesen sein, wie sie vor allem zu Beginn der Besiedlung zum Schutz von Mühlen gelegentlich errichtet wurden. Die Mühle war ursprünglich landesherrlich. Sie hatte insofern auch eine gewisse Sonderstellung, als sie als einzige der Strausberger Mühlen kein Anspruch auf kostenloses Bauholz hatte.
Um 1500 war die Beigermöle eine Pachtmühle, d. h. die Stadt hatte die Mühle an einen selbstständig wirtschaftenden Müller verpachtet. 1541 bezahlten die Strausberger Bürger Garten-,Wiesen- und Weinbergzins u. a. „beim Beierdicke“. 1574 wird der Beiermoller erwähnt. Im Jahr 1656, nach den Wirren des Dreißigjährigen Krieges, wurden die städtischen Einkünfte u. a. aus der „Beyer Mühle“ neu geregelt. Die Schmettaukarte von 1767/87 verzeichnet sie als Beiersche (?) Mühle (sehr undeutlich!). Eingezeichnet ist jedoch ein etwas größerer Mühlteich, der von einem kleinen Wasserlauf von Norden und dem Roter Hofgraben gespeist wird.
Friedrich Ludwig Joseph Fischbach zeichnete sie in seiner  Zeichnung von der Gegend um Strausberg erstmals als Rothe Mühle ein. Beschrieben wird sie (meist) jedoch unter Beigermöle. Um 1500 musste der Müller zwei Schock Groschen (also 120 Groschen) zu Epiphanias Domini und Trinitatis als jährliche Pacht bezahlen. 1567 waren es 3 Gulden, umgerechnet 48 Groschen. 1599 betrug die Pacht 21 Silbergroschen und vier Pfennige. Hinzu kamen für Gartenland und Hütungsrechte weitere 22 Groschen. Im Frühjahr 1709 und Herbst 1710 beschädigten schwere Unwetter die Mühle. Der Rothe Hofgraben schwoll derart an, dass das große gewäßer seine Mühle nebst Hauß und Scheune zweymahl weggetrieben hatte. Der Müller musste 1711 um Abgabenerlass bitten. 1712 erhielt der Diakon in der Stadtkirche die drei Wispel Pacht aus der Becker-Mühle anstatt einer Besoldung. Der Grundzins betrug 1712 6 Taler, 14 Groschen und 7 Pfennige. 1783 musste der Müller der Rothen Mühle 6 Reichstaler, 14 Groschen und 4 Pfennige jährliche Pacht an die Stadtkämmerei entrichten. Schon 1744 wird berichtet, dass auf der Rothen Mühle kaum noch gemahlen wurde. 1773 stellte der Besitzer den Mahlbetrieb ganz ein, pachtete die Landkaveln der Magistratsbedienten und trieb nur noch Landwirtschaft.
Auch Friedrich Wilhelm August Bratring nennt die Wassermühle nun Rothe Mühle. Er gibt aber keine näheren Informationen zur Anzahl der Gebäude und zu Einwohnern.
Das Ortschafts=Verzeichniß des Regierungs=Bezirks Potsdam nach der neuesten Kreiseintheilung vom Jahre 1817 verzeichnet die Rothe Mühle noch als Wassermühle. In der Topographie der Untergerichte der Kurmark Brandenburg von 1837 wird die Mühle Rothe-Mühle oder Hinter-Mühle genannt. Der Müller hieß Carl Gottlieb Schojan. Bis 1840 wurde der Mahlbetrieb eingestellt, denn die Topographisch-statistische Uebersicht des Regierungs-Bezirks Potsdam und der Stadt Berlin von 1841 (Stand 1840) verzeichnet die Rothe Mühle nun als Vorwerk, nicht mehr als Wassermühle.
In der Ortschafts-Statistik des Regierungs-Bezirks Potsdam mit der Stadt Berlin von 1861 (Stand: 1869) ist die Siedlung nun erstmals als Vorwerk Rothehof bezeichnet. In Klammern steht vormals Rothe Mühle dabei. Die Kleinsiedlung bestand aus einem Wohnhaus und zwei Wirtschaftsgebäuden. 1871 hatte das Vorwerk Rothehof neun Einwohner, die das dortige einzige Wohnhaus bewohnten. Nach dem Gemeindelexikon von 1888 (mit Stand 1885) hatte Rothe ein Wohngebäude und acht Einwohner. Das Gemeindelexikon von 1898 vermerkt für das Vorwerk Rothehof ein Wohngebäude und neun Bewohner. Das Alphabetische Verzeichnis sämtlicher im Regierungsbezirk Potsdam belegenen Ortschaften und Ortsteile nennt den Rothenhof nun einen Ausbau der Stadt Strausberg. Für 1925 gibt das Historische Ortslexikon neun Bewohner an.
Die Bewohner waren nach Strausberg eingekircht.

## Kommunale Zugehörigkeit
Die Rothe Mühle bzw. der Rothe Hof gehörte immer zur Stadt Strausberg und somit zum Oberbarnimschen Kreis der Mark Brandenburg, bzw. ab 1816 zum Kreis Oberbarnim der Provinz Brandenburg. 1932 hatte die Siedlung den kommunalpolitischen Status eines Wohnplatzes von Strausberg. Nach dem Kommunalverzeichnis des Landes Brandenburg ist Roter Hof, nun in heutiger Schreibweise, ein Wohnplatz der Stadt Strausberg.

## Aktuelle Nutzung

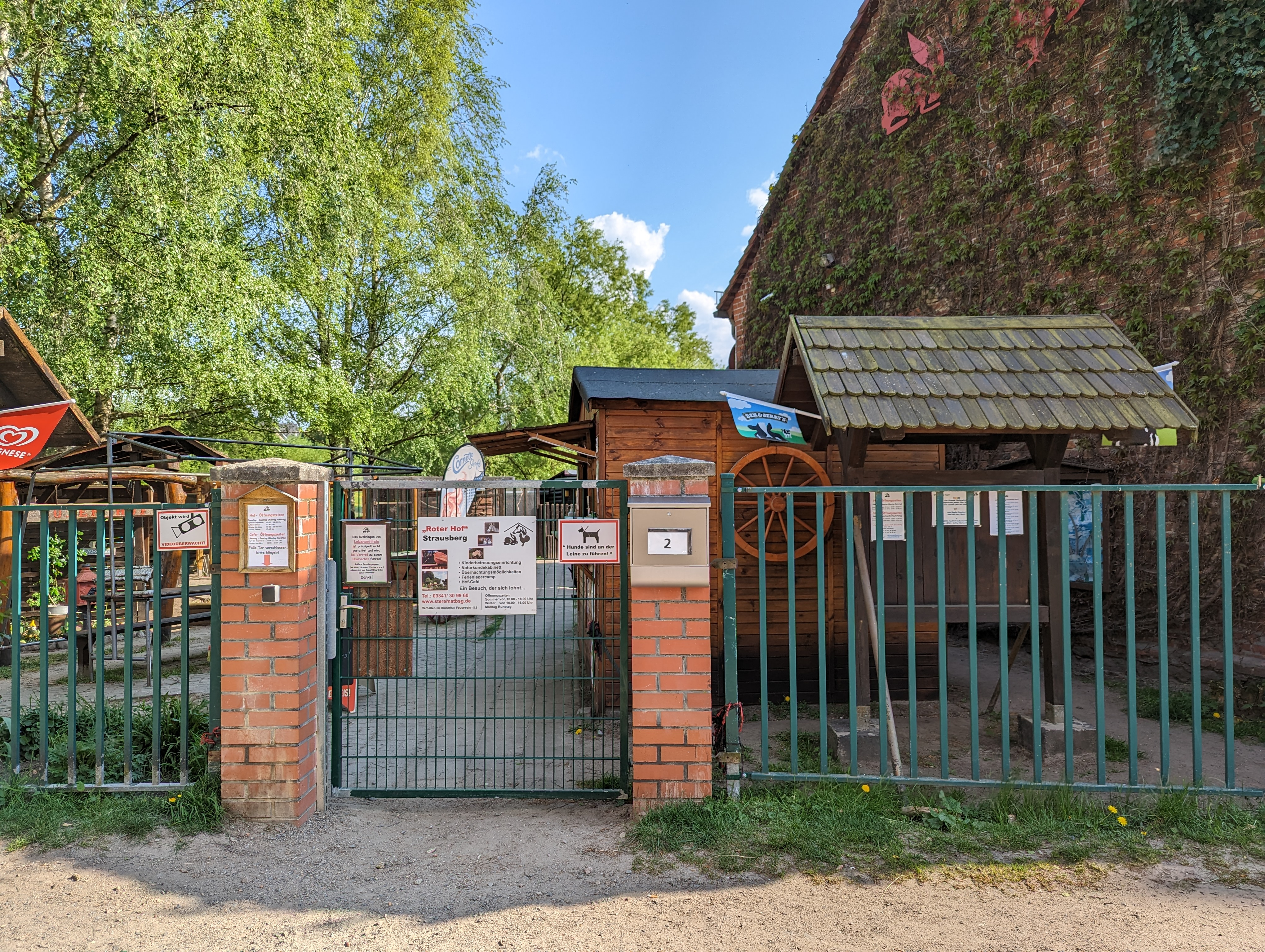
Eingangsbereich des Kinderbauernhofes „Roter Hof“

Auf dem Gelände des Wohnplatzes befindet sich aktuell der Kinderbauernhof „Roter Hof“, eine anerkannte Umweltbildungs- und Freizeitstätte mit Kinderspielplatz, Naturkundekabinett und Streichelzoo. Der Kinderbauernhof wurde am 31. Mai 2024 bis auf weiteres geschlossen.